# Prvenstvo Hrvatske u hokeju na travi 2003./04.
Prvenstvo Hrvatske u hokeju na travi na 2003./04. je osvojio Marathon-Senso iz Zagreba. 

## Ljestvice i rezultati

### 1.A liga
| mj | klub                       | ut | pob | neod | por | golovi | bod    |
| -- | -------------------------- | -- | --- | ---- | --- | ------ | ------ |
| 1. | Marathon-Senso Zagreb      | 10 | 10  | 0    | 0   | 79:7   | 30     |
| 2. | Mladost Zagreb             | 10 | 8   | 0    | 2   | 59:11  | 24     |
| 3. | Jedinstvo Zagreb           | 10 | 5   | 0    | 5   | 32:33  | 15     |
| 4. | Zelina (Sveti Ivan Zelina) | 10 | 2   | 2    | 6   | 19:51  | 7 (-1) |
| 5. | Trešnjevka Zagreb          | 10 | 1   | 2    | 7   | 6:50   | 5      |
| 6. | Concordia Zagreb           | 10 | 1   | 2    | 7   | 13:56  | 2 (-3) |

### 1.B liga
| mj | klub              | ut | pob | neod | por | golovi | bod |
| -- | ----------------- | -- | --- | ---- | --- | ------ | --- |
| 1. | Sloga Zagreb      | 10 | 8   | 2    | 0   | 76:9   | 26  |
| 2. | Zagreb            | 10 | 7   | 1    | 2   | 27:14  | 22  |
| 3. | Mladost II Zagreb | 10 | 4   | 2    | 4   | 24:14  | 14  |
| 4. | Trnje Zagreb      | 10 | 4   | 1    | 5   | 26:29  | 13  |
| 5. | Akademičar Zagreb | 10 | 1   | 3    | 6   | 10:33  | 6   |
| 6. | Centar Zagreb     | 10 | 1   | 1    | 8   | 14:78  | 4   |

### Kvalifikacije za 1.A ligu
Concordia  - Sloga 2:2 (3:2 7m)